# Willem Abraham Wythoff
Willem Abraham Wijthoff (Wythoff en anglais), né en 1865 à Amsterdam et mort en 1939 dans la même ville, est un mathématicien néerlandais.

## Biographie
Wijthoff est le fils d'un ouvrier raffineur de sucre. Il étudia les mathématiques à Amsterdam jusqu'en 1898 et travailla de 1899 à 1929 à la Revue Semestrielle des Publications Mathématiques. Wijthoff se préoccupe de théorie des nombres et collabore avec Ludwig Schläfli à la théorie des polyèdres. Il trouve une construction des polyèdres à partir de leur groupe de symétrie (ce travail fut publié tardivement par H. S. M. Coxeter). Il fut connu de son vivant pour un jeu, appelé jeu de Wythoff (une variante du jeu de Nim).